# Váradi Júlia
Váradi Júlia (született Preisich, Budapest, 1948. március 1. –) magyar rádiós újságíró, riporter, műsorvezető.

## Élete és munkássága
Apja Preisich Gábor építész volt.
1967–1971 között az Eötvös Loránd Tudományegyetem Bölcsészettudományi Karán folytatta tanulmányait német–angol szakon, emellett szociológiát és pszichológiát is hallgatott. Ezt követően a Magyar Rádióban kezdett dolgozni. A művészetek iránti szenvedélyese érdeklődése alapján az irodalom, a film, a színház, a képzőművészet, a tánc, a zene és ezek alkotói riporteri kutatására szakosodott.
Korábban népszerű rádiós műsorok munkatársa volt (Táskarádió, Diáktarisznya, Segíthetünk?, Ötödik sebesség, Láttuk-Hallottuk, Gondolat-jel, 168 óra stb.). Az 1990-es években televíziós műsoroknál is közreműködött. 2005-ben rádiós riporteri, szerkesztői, műsorvezetői tevékenységének elismeréseképpen Joseph Pulitzer-emlékdíjjal jutalmazták. Szerkesztette a Kincs, ami van. Kultúra c. NKÖM-kiadványt (2003-2009). 2007-ben sokakkal együtt eltávolították a Magyar Rádiótól.
Többek között a Klubrádió munkatársa.
Férje biokémikus, három lányuk született. Legfiatalabb közülük Váradi Luca szociológus, egyetemi oktató, a CEU kutatója.

## Művei
- Budapesti Mahler ünnep 2005; szerk. Gyergyák Katalin, Váradi Júlia; Budapesti Fesztiválzenekar Alapítvány, Bp., 2005
- A szabadság foka. 50 beszélgetés; Noran, Bp., 2005
- Saul útja. A gondolattól a világhírig; Kossuth, Bp., 2016

## Díjai
- Magyar Arany Érdemkereszt (2003)
- Joseph Pulitzer-emlékdíj (2005)
- Csengery Antal-díj (2022)[7]